# 完州警察署
完州警察署（ワンジュけいさつしょ）は、全北地方警察庁所管の警察署である。

## 管轄区域
- 完州郡

## 沿革
- 1991年12月2日 - 開署
- 2001年9月22日 - 九耳派出所を全州警察署（現：全州完山警察署）伊西派出所を全州北部警察署（現：全州徳津警察署）に移管。
- 2006年3月1日 - 全州完山警察署から九耳治安センター、全州徳津警察署から伊西治安センターを編入。

## 組織
- 警務課
- 生活安全課
- 捜査課
- 情報保安課
- 警備交通課

## 管轄派出所
- 鳳東派出所
- 参礼派出所
- 庚川派出所
- 龍進派出所
- 高山派出所
- 所陽派出所
- 雲洲派出所
- 華山派出所
- 九耳派出所
- 伊西派出所
- 上関派出所